# 周之訓
周之訓（？年—1639年），字無逸，號日臺，湖廣黃岡縣（今湖北黃岡市）人。明末政治人物。天啟進士，累官浙江按察使，因事貶官。崇禎年間，起為山東按察司副使。崇禎十一年冬，清軍經居庸關入華北，周之訓偕同布政使張秉文、巡按御史宋學朱等防守空城濟南，城破殉國。

## 生平
萬曆二十五年（1597年）丁酉科湖廣鄉試舉人，四十一年（1613年）癸丑科進士，吏部觀政，授户部主事，四十五年淮安管倉，升员外郎，四十七年升郎中，丁憂。天啓二年起兵部车驾司郎中，三年升福建提学副使，五年升陕西參政，六年养病。崇祯二年起江西參政，三年升浙江按察使，因事貶官革职。後起為山東按察司副使。崇禎十一年冬，清兵破居庸關南下，楊嗣昌檄巡撫顏繼祖移師德州，督軍高起潛擁兵臨清不救。布政使張秉文、巡按御史宋學朱、周之訓、翁鴻業，參議鄧謙，鹽運使唐世熊等率殘兵守城。不久，城陷，周之訓望闕再拜而死。張秉文、宋學朱、濟南知府苟好善、同知陳虞胤、通判熊烈獻、歷城知縣韓承宣皆殉國。後諡節湣。

## 家族
曾祖周澤，举人、知县。祖周文正，县丞。父周啓孫，万全都司经历。